# Декларација о геноциду у Јасеновцу
Декларација о геноциду у Јасеновцу или званично Декларација Пете међународне конференције о Јасеновцу, посвећене геноциду почињеном над Србима, Јеврејима и Ромима током Другог свјетског рата у Независној Држави Хрватској је декларација Међународне комисије за утврђивање истине о Јасеновцу. Декларација је донесена 25. маја 2011. године на Петој међународној конференцији о Јасеновцу (званичан назив: Пета међународна конференција о систему концентрационих логора и стратишта хрватске државе за истребљење Срба, Јевреја и Рома у Другом свјетском рату) у Бањалуци.

## Текст Декларације
Пета међународна конференција о Јасеновцу
24-25. мај 2011.
Бања Лука
ДЕКЛАРАЦИЈА ПЕТЕ МЕЂУНАРОДНЕ КОНФЕРЕНЦИЈЕ О ЈАСЕНОВЦУ, ПОСВЕЋЕНЕ ГЕНОЦИДУ ПОЧИЊЕНОМ НАД СРБИМА, ЈЕВРЕЈИМА И РОМИМА ТОКОМ ДРУГОГ СВЈЕТСКОГ РАТА У НЕЗАВИСНОЈ ДРЖАВИ ХРВАТСКОЈ
- 1. Пета међународна конференција о Јасеновцу,
- 2. имајући све то на уму, Пета међународна конференција о Јасеновцу закључује:
- 3. полазећи од ових закључака, Конференција захтијева:

- да Република Хрватска, као држава хрватског народа, одлуком својих највиших органа, прихвати историјску и сваку другу одговорност за геноцид над Србима, Јеврејима и Ромима током Другог свјетског рата у Независној Држави Хрватској, укључујући и подручје Босне и Херцеговине;
— да се на достојан начин обиљеже и обезбиједе сва мјеста злочина геноцида и чува успомена на његове многобројне жртве;
— да се у цјелини сачува и одржава као споменик жртвама јасеновачки комплекс концентрационих логора за истребљење Срба, Јевреја и Рома;
— да се утврди и спроведе програм заштите и уређења Спомен-подручја Доња Градина, који је наставак пројекта о уређењу Доње Градине из осамдесетих година XX вијека;
— да се у Републици Хрватској, Босни и Херцеговини, Републици Српској и Републици Србији одреди исти дан у знак сјећања на жртве геноцида у Независној Држави Хрватској — Србе, Јевреје и Роме;
— да се утврди и у разумном року исплати правична одштета жртвама овог геноцида и њиховим потомцима од стране Републике Хрватске.
Конференција очекује да међународна јавност, посебно државе антифашистичке коалиције Другог свјетског рата, подржи ову Декларацији о геноциду Независне Државе Хрватске, како би она, након седамдесет година чекања угледала свјетлост дана.
Бања Лука, 25.05.2011.

## Историја
Програм рада Пете међународне конференције о Јасеновцу је представљен на конференцији за штампу 20. маја 2011. у Прес центру Владе Републике Српске. Међународна комисија за утврђивање истине о Јасеновцу је предлог Декларације усвојила 23. маја 2011.